# جمعية كارل ياسبرس لأمريكا الشمالية
إن جمعية كارل ياسبرس لأمريكا الشمالية (KJSNA) هي منظمة تعنى بالفلسفة وتأسست في 28 ديسمبر 1980 نتيجة الجهود المشتركة لكل من جورج بي بيبر (كلية إيونا) وإيديث إيرليش والراحل ليونارد أتش إيرليش (جامعة ماساتشوستس في أمهرست) للنهوض بدراسة فلسفة كارل ياسبرس. ولقد خرجت فكرة تكوين هذه الجمعية من البحث الذي كان يجريه العلماء الثلاثة أثناء إعدادهم لأنثولوجيا لمختارات منهجية من أعمال كارل ياسبرس الفلسفية الرئيسية. ولقد أدى الإقبال الكبير على المختارات إلى استنتاج بيبر وإيرليش أن الإنشاء الرسمي لجمعية علمية سيكون مبررًا، حيث سيوفر منتدى لهؤلاء الذين يجدون في كتابات ياسبرس أفكارًا بالغة الأهمية تخاطب الكثير من التساؤلات الرئيسية في الفلسفة المعاصرة.
ومنذ عام 1980 عقدت جمعية كارل ياسبرس لأمريكا الشمالية (KJSNA) اجتماعاتها السنوية مع الجمعية الأمريكية للفلسفة (APA) وأحيانًا مع جمعية الفينومنولوجيا والفلسفة الوجودية (SPEP). ويتم نشر وقائع اجتماعات جمعية كارل ياسبرس لأمريكا الشمالية منذ عام 2005 في دورية إلكترونية باسم إكستنز والتي يحررها آلن إم أولسن (جامعة بوسطن) وهيلموت فاوتشير (جامعة ولاية كاليفورنيا في سونوما). إن الكتابات والأبحاث المقدمة في الاجتماعات السنوية للجمعية تعتبر تلقائيًا للنشر، ولكن ترحب إكستنز كذلك بالكتابات المتبرع بها ذات الصلة في مجالات الفلسفة والدين والسياسة والفنون. ولقد تم الاحتفال بالذكرى الثلاثين للجمعية بمجموعة من المقالات المحررة بواسطة هيلموت فاوتشير وآلن إم أولسن وجريجوري جيه والترز سُميت الإيمان الفلسفي ومستقبل البشرية (Philosophical Faith and the Future of Humanity) (سبرنجر فيرلاج، 2011)
ولقد لعبت الجمعية دورًا قياديًا في تنظيم الاجتماعات الدولية لجمعيات كارل ياسبرس في المؤتمر العام الدولي للفلسفة بالتعاون مع مؤسسة كارل ياسبرس ببازل و جمعية كارل ياسبرس باليابان و الجمعية النمساوية لكارل ياسبرس و جمعية ياسبرس في بولندا. تم عقد الاجتماع الدولي الأول في صيف 1983 مع المؤتمر العام الدولي للفلسفة السابع عشر في مونتريال كندا للاحتفال بالذكرى المئوية لميلاد ياسبرس. وتم انعقاد الاجتماعات اللاحقة في المؤتمر العام الدولي للفلسفة الثامن عشر في برايتون إنجلترا (1988) والمؤتمر العام الدولي للفلسفة التاسع عشر في موسكو (1993) و المؤتمر العام الدولي للفلسفة العشرين في بوسطن (1998) و المؤتمر العام الدولي للفلسفة الحادي والعشرين في إسطنبول (2003) و المؤتمر العام الدولي للفلسفة الثاني والعشرين في سيول كوريا (2008).
ولقد تم نشر وقائع الاجتماعات الخاصة بالرابطة العالمية لجمعيات كارل ياسبرس المذكورة أعلاه تحت العناوين التالية:
كارل ياسبرس اليوم: الفلسفة على أعتاب المستقبل (Karl Jaspers Today: Philosophy at the Threshold of the Future) (ISBN 0-8191-7014-3)
كارل ياسبرس: فيلسوف الفلاسفة (Karl Jaspers: Philosopher Among Philosophers) (ISBN 3-88479-848-0)
كارل ياسبرس: نحو فلسفة عالمية (Karl Jaspers: On the Way to World Philosophy) (ISBN 3-8260-1564-9)
فلسفة كارل ياسبرس: متأصلة في الحاضر، نموذجًا للمستقبل (Karl Jaspers’ Philosophy: Rooted in the Present, Paradigm for the Future) (ISBN 3-8260-2601-2)
كارل ياسبرس: الواقع التاريخي في ظل المشكلات الأساسية للبشرية (Karl Jaspers: Historic Actuality in View of the Fundamental Problems of Mankind) (ISBN 978-3-8360-3938-6)
إن الهدف وراء جمعية كارل ياسبرس لأمريكا الشمالية هو تشجيع دراسة وإجراء الأبحاث على أفكار كارل ياسبرس والقضايا الفلسفية ذات الصلة الموجودة في الفلسفة القارية. وتعتبر الجمعية، والمخصصة حصريًا للأغراض التعليمية والعلمية، معفاة من الضرائب تحت قسم 501(ج) من قانون الضرائب الأمريكي لعام 1954 أو الأحكام المناظرة في أي قانون ضرائب أمريكي مستقبلي.

## كتابات أخرى
- Karl Jaspers, Basic Philosophical Writings, edited and translated by Edith Ehrlich, Leonard H. Ehrlich, George B. Pepper, originally published by Ohio University Press in 1985 (ISBN 978-0-8214-0713-4) with a revised edition in paperback published by Prometheus Books in 1994 (ISBN 978-1-57392-529-7).

## وصلات خارجية
- KJSNA website
- Paideia Project at Boston University
- Existenz
- Karl Jaspers Stiftung Basel, Switzerland
- Philweb
- Continental Philosophy Bulletin
- Jaspers-Jahr 2008